# 92e cérémonie des Oscars
La 92e cérémonie des Oscars du cinéma (92nd Academy Awards), organisée par l'Academy of Motion Picture Arts and Sciences, s'est tenue le 9 février 2020 au théâtre Dolby de Los Angeles pour récompenser les films sortis en 2019.
La cérémonie est marquée par le triomphe de Parasite, devenant le premier film en langue étrangère à gagner les récompenses les plus prestigieuses,.

## Présentateurs et intervenants
Présentateurs
- Pour la seconde année consécutive, il a été décidé qu'aucun maître de cérémonie ne serait désigné pour présenter cette 92e cérémonie des Oscars.

Intervenants
- Steve Martin et Chris Rock introduisent Regina King
- Regina King remet l'Oscar du meilleur acteur dans un second rôle
- Beanie Feldstein introduit Mindy Kaling
- Mindy Kaling remet l'Oscar du meilleur film d'animation et l'Oscar du meilleur court métrage d'animation
- Josh Gad présente la chanson originale Dans un autre monde nommée dans la catégorie meilleure chanson originale
- Kelly Marie Tran introduit Diane Keaton et Keanu Reeves
- Diane Keaton et Keanu Reeves remettent l'Oscar du meilleur scénario original
- Timothée Chalamet et Natalie Portman remettent l'Oscar du meilleur scénario adapté
- Shia LaBeouf et Zack Gottsagen remettent l'Oscar du meilleur court métrage en prises de vues réelles
- Kristen Wiig et Maya Rudolph remettent l'Oscar des meilleurs décors et l'Oscar des meilleurs costumes
- Mark Ruffalo remet l'Oscar du meilleur film documentaire et l'Oscar du meilleur court métrage documentaire
- Mahershala Ali remet l'Oscar de la meilleure actrice dans un second rôle
- Anthony Ramos introduit Lin-Manuel Miranda
- Lin-Manuel Miranda introduit Eminem
- Salma Hayek et Oscar Isaac remettent l'Oscar du meilleur montage de son et l'Oscar du meilleur mixage de son
- Utkarsh Ambudkar introduit Will Ferrell et Julia Louis-Dreyfus
- Will Ferrell et Julia Louis-Dreyfus remettent l'Oscar de la meilleure photographie et l'Oscar du meilleur montage
- David Rubin (président de l'AMPAS) introduit Tom Hanks
- Tom Hanks annonce la date d'ouverture de l'Academy Museum of Motion Pictures
- Zazie Beetz présente la chanson originale Stand Up nommée dans la catégorie meilleure chanson originale
- James Corden et Rebel Wilson remettent l'Oscar des meilleurs effets visuels[4].
- Ray Romano et Sandra Oh remettent l'Oscar des meilleurs maquillages et coiffures
- Penélope Cruz remet l'Oscar du meilleur film international
- Taika Waititi présente les lauréats d'Oscars d'honneur et introduit Gal Gadot, Sigourney Weaver et Brie Larson
- Gal Gadot, Sigourney Weaver et Brie Larson remettent l'Oscar de la meilleure musique de film et l'Oscar de la meilleure chanson originale
- Spike Lee remet l'Oscar du meilleur réalisateur
- Steven Spielberg présente le segment In Memoriam
- George MacKay introduit Olivia Colman
- Olivia Colman remet l'Oscar du meilleur acteur
- Rami Malek remet l'Oscar de la meilleure actrice
- Jane Fonda remet l'Oscar du meilleur film

- Billie Eilish et son frère Finneas O'Connell au piano, interprètent Yesterday des Beatles en hommage à tous les artistes disparus durant l'année écoulée.

## Palmarès
Les nominations ont été annoncées en direct le 13 janvier 2020 par John Cho et Issa Rae,.

### Meilleur film
- Parasite (기생충) – Kwak Sin-ae et Bong Joon-ho
  - Le Mans 66 (Ford v. Ferrari) – Peter Chernin, Jenno Topping et James Mangold
  - The Irishman – Martin Scorsese, Robert De Niro, Jane Rosenthal et Emma Tillinger Koskoff
  - Jojo Rabbit – Carthew Neal et Taika Waititi
  - Joker – Todd Phillips, Bradley Cooper et Emma Tillinger Koskoff
  - Les Filles du docteur March (Little Women) – Amy Pascal
  - Marriage Story – Noah Baumbach et David Heyman
  - 1917 – Sam Mendes, Pippa Harris, Jayne-Ann Tenggren et Callum McDougall
  - Once Upon a Time… in Hollywood – David Heyman, Shannon McIntosh et Quentin Tarantino

### Meilleur réalisateur
- Bong Joon-ho pour Parasite
  - Sam Mendes pour 1917
  - Todd Phillips pour Joker
  - Martin Scorsese pour The Irishman
  - Quentin Tarantino pour Once Upon a Time… in Hollywood

### Meilleur acteur
- Joaquin Phoenix pour le rôle d'Arthur Fleck / le Joker dans Joker
  - Antonio Banderas pour le rôle de Salvador Mallo dans Douleur et Gloire (Dolor y gloria)
  - Leonardo DiCaprio pour le rôle de Rick Dalton dans Once Upon a Time… in Hollywood
  - Adam Driver pour le rôle de Charlie Barber dans Marriage Story
  - Jonathan Pryce pour le rôle du cardinal Jorge Mario Bergoglio dans Les Deux Papes (The Two Popes)

### Meilleure actrice
- Renée Zellweger pour le rôle de Judy Garland dans Judy
  - Cynthia Erivo pour le rôle d'Araminta « Minty » Ross / Harriet Tubman dans Harriet
  - Scarlett Johansson pour le rôle de Nicole Barber dans Marriage Story
  - Saoirse Ronan pour le rôle de Joséphine « Jo » March dans Les Filles du docteur March (Little Women)
  - Charlize Theron pour le rôle de Megyn Kelly dans Scandale (Bombshell)

### Meilleur acteur dans un second rôle
- Brad Pitt pour le rôle de Cliff Booth dans Once Upon a Time… in Hollywood
  - Tom Hanks pour le rôle de Fred Rogers dans L'Extraordinaire Mr. Rogers (A Beautiful Day in the Neighborhood)
  - Anthony Hopkins pour le rôle du pape Benoît XVI dans Les Deux Papes (The Two Popes)
  - Al Pacino pour le rôle de James Riddle « Jimmy » Hoffa dans The Irishman
  - Joe Pesci pour le rôle de Russell Bufalino dans The Irishman

### Meilleure actrice dans un second rôle
- Laura Dern pour le rôle de Nora Fanshaw dans Marriage Story
  - Kathy Bates pour le rôle de Barbara « Bobi » Jewell dans Le Cas Richard Jewell (Richard Jewell)
  - Scarlett Johansson pour le rôle de Rosie Betzler dans Jojo Rabbit
  - Florence Pugh pour le rôle d'Amy March dans Les Filles du docteur March (Little Women)
  - Margot Robbie pour le rôle de Kayla Pospisil dans Scandale (Bombshell)

### Meilleur scénario original
- Bong Joon-ho et Han Jin won - Parasite
  - Rian Johnson - À couteaux tirés (Knives Out)
  - Noah Baumbach - Marriage Story
  - Sam Mendes et Krysty Wilson-Cairns - 1917
  - Quentin Tarantino - Once Upon a Time... in Hollywood

### Meilleur scénario adapté
- Jojo Rabbit - Taika Waititi d'après le livre Le Ciel en cage de Christine Leunens
  - The Irishman - Steven Zaillian d'après le livre I Heard You Paint Houses (J'ai tué Jimmy Hoffa) de Charles Brandt (en)
  - Joker - Todd Phillips et Scott Silver d'après le personnage du Joker créé par Bill Finger, Bob Kane et Jerry Robinson
  - Les Filles du docteur March (Little Women) - Greta Gerwig d'après les romans de Louisa May Alcott intitulés : Les Quatre Filles du docteur March et Le Docteur March marie ses filles
  - Les Deux Papes (The Two Popes) - Anthony McCarten d'après la pièce de théâtre The Pope

### Meilleurs décors et direction artistique
- Once Upon a Time… in Hollywood – Barbara Ling et Nancy Haigh
  - The Irishman – Bob Shaw et Regina Graves
  - Jojo Rabbit – Ra Vincent et Nora Sopková
  - 1917 – Dennis Gassner et Lee Sandales
  - Parasite – Lee Ha-joon et Cho Won-woo

### Meilleurs costumes
- Les Filles du docteur March (Little Women) - Jacqueline Durran
  - The Irishman - Sandy Powell et Christopher Peterson
  - Jojo Rabbit - Mayes C. Rubeo
  - Joker - Mark Bridges
  - Once Upon a Time… in Hollywood - Arianne Phillips

### Meilleurs maquillages et coiffures
- Scandale (Bombshell) - Kazu Hiro (en), Anne Morgan et Vivian Baker
  - Joker - Nicki Ledermann et Kay Georgiou
  - Judy - Jeremy Woodhead
  - Maléfique : Le Pouvoir du mal - Paul Gooch, Arjen Tuiten et David White
  - 1917 - Naomi Donne, Tristan Versluis et Rebecca Cole

### Meilleure photographie
- 1917 - Roger Deakins
  - The Irishman - Rodrigo Prieto
  - Joker - Lawrence Sher
  - The Lighthouse - Jarin Blaschke
  - Once Upon a Time… in Hollywood - Robert Richardson

### Meilleur montage
- Le Mans 66 (Ford v Ferrari) - Michael McCusker (en) et Andrew Buckland (en)
  - The Irishman - Thelma Schoonmaker
  - Jojo Rabbit - Tom Eagles
  - Joker - Jeff Groth
  - Parasite - Yang Jinmo

### Meilleur montage de son
- Le Mans 66 (Ford v Ferrari) - Donald Sylvester
  - Joker - Alan Robert Murray
  - 1917 - Oliver Tarney et Rachael Tate
  - Once Upon a Time… in Hollywood - Wylie Stateman (en)
  - Star Wars, épisode IX : L'Ascension de Skywalker - Matthew Wood et David Acord (en)

### Meilleur mixage de son
- 1917 - Mark Taylor (en) et Stuart Wilson (en)
  - Ad Astra - Gary Rydstrom, Tom Johnson et Mark Ulano
  - Le Mans 66 (Ford v Ferrari) - Paul Massey (en), David Giammarco (en) et Steve A. Morrow (en)
  - Joker - Tom Ozanich, Dean A. Zupancic et Tod A. Maitland (en)
  - Once Upon a Time… in Hollywood - Michael Minkler, Christian P. Minkler et Mark Ulano

### Meilleurs effets visuels
- 1917 - Guillaume Rocheron, Greg Butler (en) et Dominic Tuohy
  - Avengers : Endgame - Dan DeLeeuw (en), Russell Earl (en), Matt Aitken (en) et Dan Sudick (en)
  - The Irishman - Pablo Helman (en), Leandro Estebecorena (en), Nelson Sepulveda-Fauser et Stephane Grabli
  - Le Roi Lion - Robert Legato, Adam Valdez (en), Andrew R. Jones (en) et Elliot Newman
  - Star Wars, épisode IX : L'Ascension de Skywalker - Roger Guyett, Neal Scanlan (en), Patrick Tubach (en) et Dominic Tuohy

### Meilleure chanson originale
- (I'm Gonna) Love Me Again (en) dans Rocketman – Paroles et musique : Bernie Taupin et interpreté par Elton John et Taron Egerton
  - I Can't Let You Throw Yourself Away dans Toy Story 4 – Paroles et musique : Randy Newman
  - Dans un autre monde dans La Reine des Neiges 2 (Frozen 2) – Paroles et musique : Kristen Anderson-Lopez et Robert Lopez
  - I'm Standing With You dans Breakthrough – Paroles et musique : Diane Warren
  - Stand up dans Harriet – Paroles et musique : Joshuah Brian Campbell et Cynthia Erivo

### Meilleure musique de film
- Joker - Hildur Guðnadóttir
  - Les Filles du docteur March (Little Women) - Alexandre Desplat
  - Marriage Story - Randy Newman
  - 1917 - Thomas Newman
  - Star Wars, épisode IX : L'Ascension de Skywalker - John Williams

### Meilleur film international
- Parasite de Bong Joon-ho  Corée du Sud
  - La Communion (Boże Ciało) de Jan Komasa  Pologne
  - Honeyland de Tamara Kotevska et Ljubomir Stefanov  Macédoine du Nord
  - Les Misérables de Ladj Ly  France
  - Douleur et Gloire (Dolor y gloria) de Pedro Almodóvar  Espagne

### Meilleur film d'animation
- Toy Story 4 de Josh Cooley, Mark Nielsen et Jonas Rivera
  - Dragons 3 : Le Monde caché (How to Train Your Dragon: The Hidden World) de Dean DeBlois, Bradford Lewis et Bonnie Arnold
  - J'ai perdu mon corps de Jérémy Clapin et Marc du Pontavice
  - Klaus de Sergio Pablos, Jinko Gotoh et Marisa Román
  - Monsieur Link (Missing Link) de Chris Butler, Arianne Sutner et Travis Knight

### Meilleur film documentaire
- American Factory réalisé par Steven Bognar (en), Julia Reichert (en) et Jeff Reichert
  - The Cave réalisé par Feras Fayyad, Kirstine Barfod et Sigrid Dyekjær
  - Une démocratie en danger (The Edge of Democracy) réalisé par Petra Costa (en), Joanna Natasegara, Shane Boris et Tiago Pavan
  - Pour Sama réalisé par Waad Al-Kateab et Edward Watts (en)
  - Honeyland réalisé par Ljubo Stefanov, Tamara Kotevska et Atanas Georgiev

### Meilleur court métrage (prises de vues réelles)
- The Neighbors' Window – Marshall Curry (en)
  - Brotherwood – Meryam Joobeur et Maria Gracia Turgeon
  - Nefta Football Club – Yves Piat et Damien Megherbi
  - Saria – Bryan Buckley et Matt Lefebvre
  - A Sister (Une sœur) – Delphine Girard

### Meilleur court métrage (documentaire)
- Learning to Skateboard in a Warzone (If You're a Girl) – Carol Dysinger (de) et Elena Andreicheva
  - In the Absence – Yi Seung-Jun et Gary Byung-Seok Kam
  - Des vies en suspens (Life Overtakes Me) – John Haptas (de) et Kristine Samuelson (de)
  - St. Louis Superman – Smriti Mundhra et Sami Khan
  - Walk Run Cha-Cha – Laura Nix et Colette Sandstedt

### Meilleur court métrage (animation)
- Hair Love – Matthew A. Cherry (en) et Karen Rupert Toliver
  - Dcera (Daughter) – Daria Kashcheeva
  - Kitbull – Rosana Sullivan (en) et Kathryn Hendrickson
  - Mémorable – Bruno Collet et Jean-François Le Corre
  - Sister – Siqi Song

### Oscars d'honneur
- David Lynch
- Wes Studi
- Lina Wertmüller

## Statistiques

### Nominations multiples
- 11 : Joker
- 10 : 1917, The Irishman, Once Upon a Time… in Hollywood
- 6 : Jojo Rabbit, Les Filles du docteur March, Marriage Story, Parasite
- 4 : Le Mans 66
- 3 : Les Deux Papes, Scandale, Star Wars, épisode IX : L'Ascension de Skywalker
- 2 : Douleur et Gloire, Harriet, Honeyland, Judy, Toy Story 4

### Récompenses multiples
- 4 / 6 : Parasite
- 3 / 10 : 1917
- 2 / 11 : Joker
- 2 / 10 : Once Upon a Time… in Hollywood
- 2 / 4 : Le Mans 66

### Les grands perdants
- 1 / 6 : Jojo Rabbit
- 1 / 6 : Les Filles du docteur March
- 1 / 6 : Marriage Story
- 1 / 3 : Scandale
- 1 / 2 : Toy Story 4
- 0 / 10 : The Irishman
- 0 / 3 : Les Deux Papes
- 0 / 3 : Star Wars, épisode IX : L'Ascension de Skywalker